# جوائز إم بي سي للترفيه
جوائز إم بي سي للترفيه (هانغل:MBC 방송연예대상) هو حفل توزيع الجوائز يقام سنويًا في نهاية كل عام برعاية مؤسسة منهوا للإذاعة (إم بي سي) لتكريم أفضل الفنانين في هذه الصناعة. تمتد مدة حفل توزيع الجوائز 140 دقيقة تقريبًا ويبث في جزأين على قناة إم بي سي.

## نسب المشاهدة
| النسخة # | التاريخ       | التقييم حسب شبكة AGB Nielsen الفلبينية | التقييم حسب شبكة AGB Nielsen الفلبينية |
| النسخة # | التاريخ       | على الصعيد الوطني                      | منطقة سول العاصمة                      |
| -------- | ------------- | -------------------------------------- | -------------------------------------- |
| 6        | 29 دجنبر 2006 | 17.7% (الجزء 1) 17.3% (الجزء 2)        | 18.3% (الجزء 1) 17.8% (الجزء 2)        |
| 7        | 29 دجنبر 2007 | 22.4% (الجزء 1) 22.1% (الجزء 2)        | 23.4% (الجزء 1) 22.5% (الجزء 2)        |
| 8        | 29 دجنبر 2008 | 21.1% (الجزء 1) 20.6% (الجزء 2)        | 22.2% (الجزء 1) 21.5% (الجزء 2)        |
| 9        | 29 دجنبر 2009 | 22.4% (الجزء 1) 24.0% (الجزء 2)        | 23.9% (الجزء 1) 25.5% (الجزء 2)        |
| 10       | 29 دجنبر 2010 | 17.7% (الجزء 1) 13.2% (الجزء 2)        | 18.8% (الجزء 1) 14.4% (الجزء 2)        |
| 11       | 29 دجنبر 2011 | 16.6% (الجزء 1) 15.5% (الجزء 2)        | 18.0% (الجزء 1) 17.3% (الجزء 2)        |
| 12       | 29 دجنبر 2012 | 9.8% (الجزء 1) 13.1% (الجزء 2)         | 10.2% (الجزء 1) 13.9% (الجزء 2)        |
| 13       | 29 دجنبر 2013 | 13.7% (الجزء 1) 15.2% (الجزء 2)        | 15.4% (الجزء 1) 16.9% (الجزء 2)        |
| 14       | 29 دجنبر 2014 | 13.6% (الجزء 1) 14.4% (الجزء 2)        | 15.2% (الجزء1) 16.6% (الجزء 2)         |
| 15       | 29 دجنبر 2015 | 13.1% (الجزء 1) 13.5% (الجزء 2)        | 13.5% (الجزء 1) 13.7% (الجزء 2)        |
| 16       | 29 دجنبر 2016 | 11.8% (الجزء 1) 11.1% (الجزء 2)        | 11.8% (الجزء 1) 11.2% (الجزء 2)        |
| 17       | 29 دجنبر 2017 | 9.9% (الجزء 1) 12.1% (الجزء 2)         | 9.5% (الجزء 1) 11.9% (الجزء 2)         |

## روابط خارجية
- جوائز إم بي سي للترفيه على موقع IMDb (الإنجليزية)